# 克萊城鎮區 (伊利諾伊州克萊頓)
克萊城鎮區（英語：Clay City Township）是位於美國伊利諾伊州克萊縣的一個行政鎮區。

## 地方資料
根據2010年美國人口普查的數據，克萊城鎮區的面積為105.80平方千米，當中陸地面積為104.40平方千米，而水域面積為1.40平方千米。當地共有人口1231人，而人口密度為每平方千米11.64人。